# メレトス
メレトス（メレートス、希: Μέλητος, 英: Meletus、生没年不詳）は、紀元前5世紀から紀元前4世紀にかけての古代ギリシャのアテナイの詩人。
同国の哲学者プラトンが書いた『ソクラテスの弁明』『エウテュプロン』『テアイテトス』によると、政治家のアニュトスや、民衆扇動家のリュコンと共に、詩人の代表としてソクラテスを涜神罪（神を冒涜した罪）で公訴した人物とされる。
『エウテュプロン』によると、彼はピットス区出身の無名の若者であり、髪が真っ直ぐで、髭が薄く、鉤(かぎ)鼻といった容姿をしていたという。
『ソクラテスの弁明』では、法廷中のソクラテスの質疑の相手として登場する。
ディオゲネス・ラエルティオスの『ギリシア哲学者列伝』によると、ソクラテスの処刑後、アテナイ人は後悔して、メレトスに死刑の判決を下した。